# Saison 2014-2015 de l'ES Troyes AC
Chronologie
Saison précédente Saison suivante
Cet article traite de la saison 2014-2015 de l'ES Troyes AC.
Cette saison voit le club s'engager dans trois compétitions que sont la Ligue 2, la Coupe de France et la Coupe de la Ligue.

## Matchs de préparation
| Date               | Adversaire            | Lieu               | Résultat | Buteurs Troyes                                                             |
| samedi 5 juillet   | Aix-Les-Bains (CFA 2) | Aix-Les-Bains (73) | 5-0      | Ghislain Gimbert Jessy Pi Georges Gope-Fenepej Corentin Jean Khassa Camara |
| mercredi 9 juillet | AJ Auxerre            | Sens               | 2-1      | Georges Gope-Fenepej Lionel Carole                                         |
| samedi 12 juillet  | AS Nancy-Lorraine     | Vitry-le-François  | 1-1      | Fahid Ben Khalfallah                                                       |